# Лимбички систем
Лимбички систем је скуп можданих структура, укључујући и хипокампус, амигдалу, предње таламичко једро, септум и лимбички кортекс и форникс, која наизглед подржава разне функције, укључујући емоције и понашање, дугорочну меморију и мирис. Термин „лимбички“ потиче од лат. Limbus, за „граница“ или „ивица“. Неки научници су предложили да концепт лимбичког система треба да буде напуштен као превазиђен, јер се заснива више на традицији него на чињеницама.
Лимбички систем је субкортикална структура која обавија таламус и игра важну улогу у успостављању односа организма са спољашњом средином у складу са тренутним потребама и ситуацијом. Његове структуре имају улогу у регулацији аутономних и ендокриних функција и утичу на многа емоционална и мотивацијска стања као и на процес учења и памћења:
- амигдала има улогу у детекцији претећих стимулуса, модулацији меморије и у сексуалном понашању;
- цингулатни гирус има улогу у детекцији емоционалних и когнитивних конфликта;
- хипокампус има улогу у памћењу и учењу, агресији, мотивацији и формирању дуготрајне меморије;
- мамиларна тела имају улогу у меморији;
- олфакторни булбус има улогу у препознавању мириса.